# 14e régiment du génie
Le 14e Régiment du Génie (ou 14e RG) est un régiment du génie militaire de l'armée française.

## Historique

### Depuis 1945
Le 14e régiment du génie est un régiment du génie mis sur pied en cas de mobilisation à partir des 141e et 142e compagnies du génie de division d'infanterie de Marine d'ANGERS et doit être affecté à la 9e division d'infanterie de Marine

## Drapeau
Il ne porte aucune inscription.